# Тимол
 Тази статия е за химичното съединение.  За китайското предприятие вижте Тимол (предприятие).  
Тимолът (известен и като 2-изопропил-5-метилфенол, IPMP) е природен монотерпенов фенол, производен на цимола, изомерен на карвакрола. Открива се в етеричното масло от мащерка и се извлича от вида обикновена мащерка (Thymus vulgaris), ажгон (Trachyspérmum ámmi) и други видове растения. Тимолът представлява бяла кристална субстанция с приятен аромат и силни антисептични, дезинфекционни, фунгицидни свойства. Тимолът дава и отличителния, силен вкус на мащерката като кулинарна съставка.

## Химия
Тимолът е само леко разтворим във вода при неутрално pH, но е изключително разтворим в алкохоли и други органични разтворители. Тимолът е разтворим в силно основни водни разтвори заради депротонацията на фенола.
Тимолът има индекс на рефракция 1.5208. Абсорбира максимално много ултравиолетово излъчване на дължина на вълната от 274 nm.

## История
Древните египтяни са използвани мащерката за балсамиране. Древните гърци са я ползвали в баните си и са я горели като тамян в своите храмове, вярвайки, че мащерката е източник на смелост. Разпространението на мащерката из Европа се смята, че се дължи на римляните, тъй като те са пречиствали стаите си и са овкусявали сирената и алкохола. В средните векове в Европа билката е слагана под възглавниците като средство за добър сън и за прогонване на кошмарите. Мащерката е поставяна в ковчезите при погребения, защото се смятало, че помага на мъртъвците за прехода им към отвъдния живот.
Като химическо вещество тимолът е изолиран за първи път от германския химик Каспар Нойман (Caspar Neumann) през 1719 година. През 1853 година френският химик Александър Лалма (Alexandre Lallemand) дава името на тимола и определя емпиричната му формула. За първи път тимолът е синтезиран от шведския химик Оскар Видман (Oskar Widman) през 1882 година.